# Nebuloasa Cap de Cal

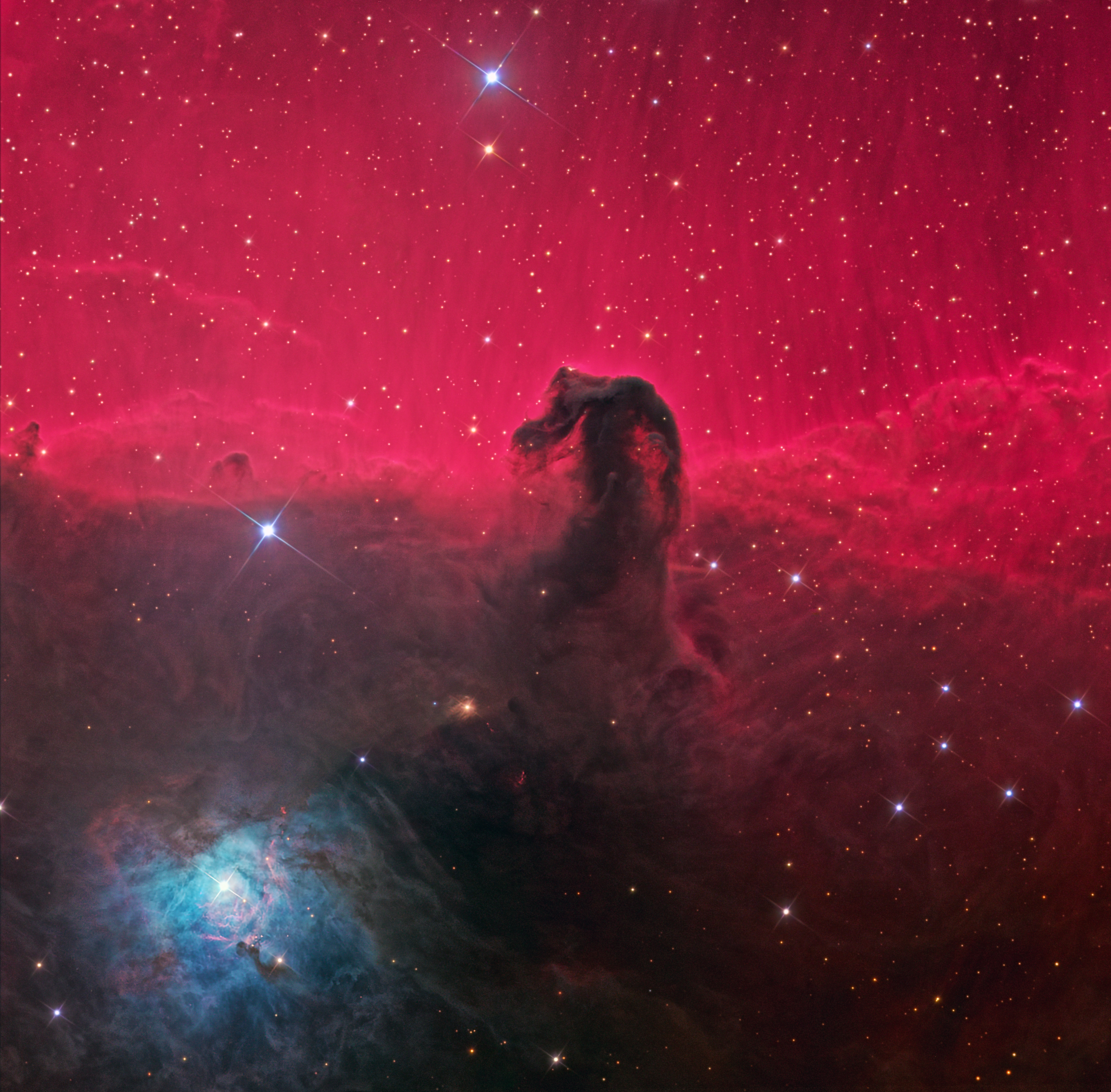
Nebuloasa Cap de Cal fotografiată
de Telescopul Spațial Hubble.

Nebuloasa Cap de Cal, oficial cunoscută sub denumirea de Barnard 33 (obiectul IC 434 desemnează nebuloasa emisivă din ultimul plan), este o nebuloasă obscură situată în constelația Orion, sub Zeta Orionis  (Alnitak), steaua cea mai estică din centura constelației Orion.

## Descoperirea
Această nebuloasă, situată la 1.500 de ani lumină, a fost descoperită pentru prima dată în 1888 de către astronoma americană Williamina Fleming, pe o placă fotografică luată la Observatorul Colegiului Harvard.

## Descriere
Nebuloasa Cap de Cal este ușor de recunoscut prin forma sa de cap de cal, care i-a dat numele. În spatele nebuloasei se află hidrogen care, ionizat de steaua  strălucitoare din apropiere, Sigma Orionis, dă o culoare roșie. Obscuritatea capului de cal este cauzată de prezența unui nor dens de gaz și de praf. Acesta din urmă absoarbe puternic radiația vizibilă emisă de gazul ionizat din ultimul plan (roșu, pe fotografie).
La baza capului, se află stele tinere în curs de formare.
Nebuloasa Cap de Cal face parte dintr-un mare nor molecular întunecat care este cunoscut și sub numele de Barnard 33. Luminozitatea roșcată care o înconjoară provine de la hidrogenul ionizat de steaua apropiată σ Orionis, care este situată în spatele Nebuloasei Cap de Cal.  

## Galerie de imagini

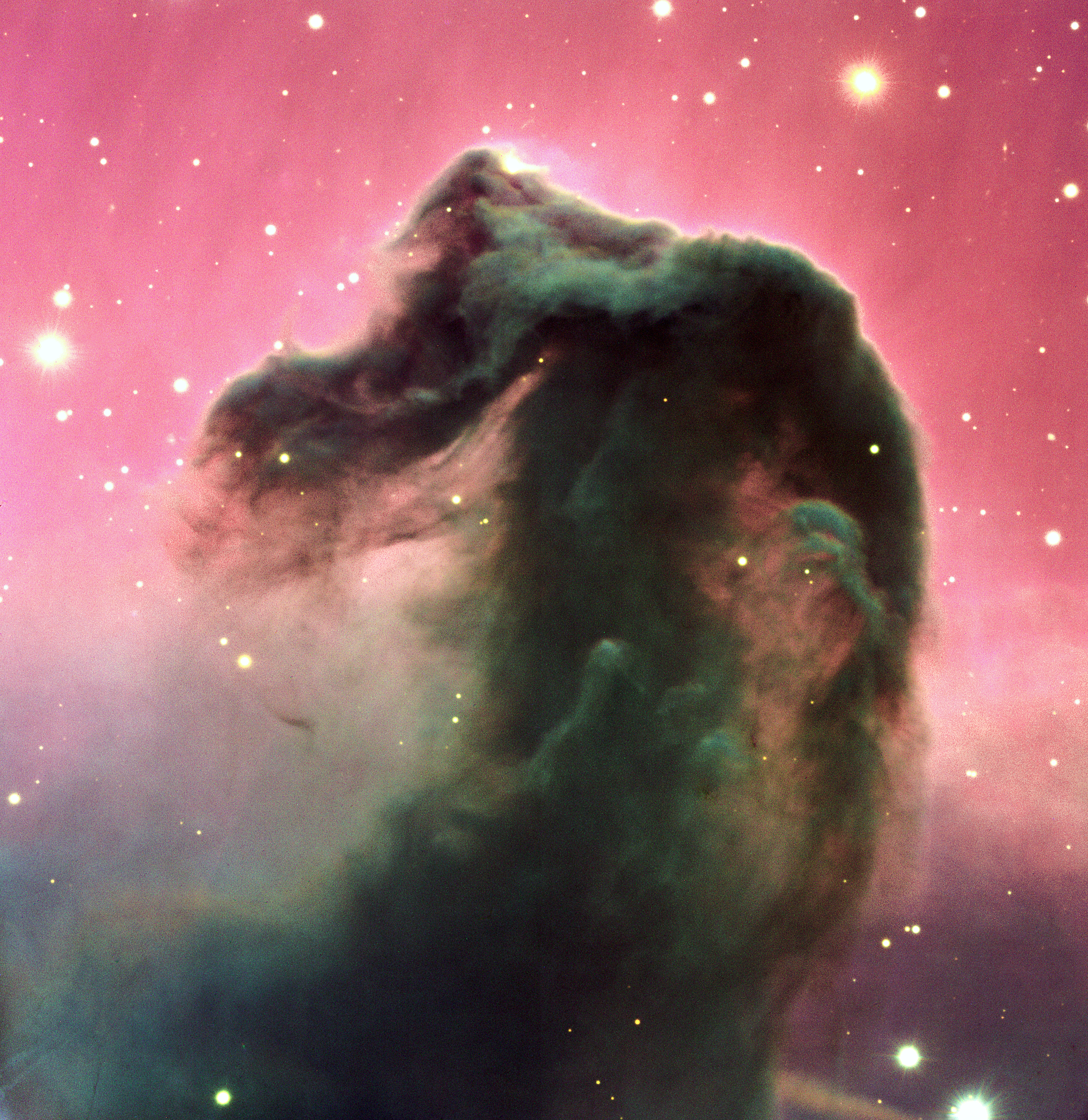
Nebuloasa Cap de Cal
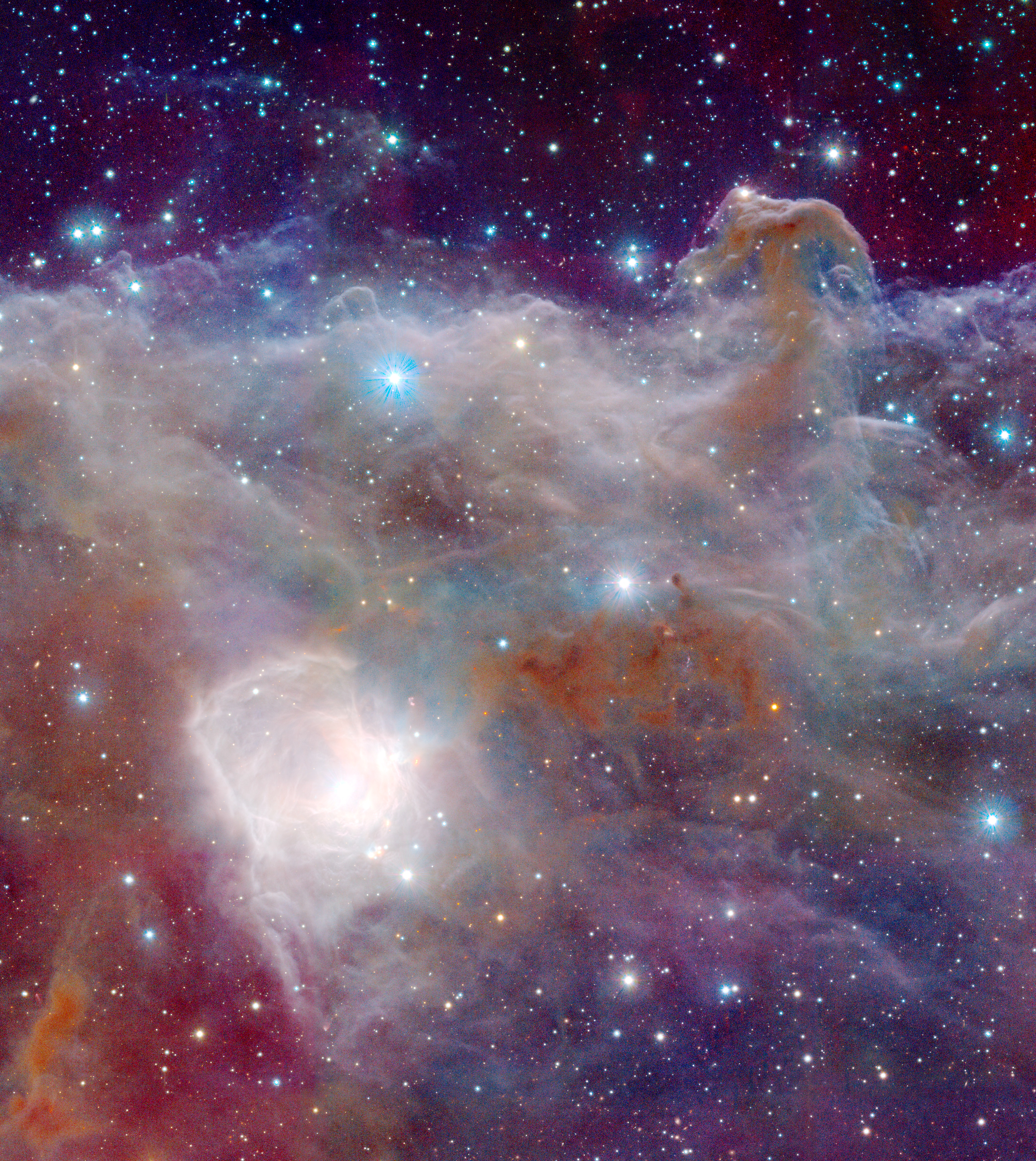
Nebuloasa Cap de Cal văzută cu un filtru diferit
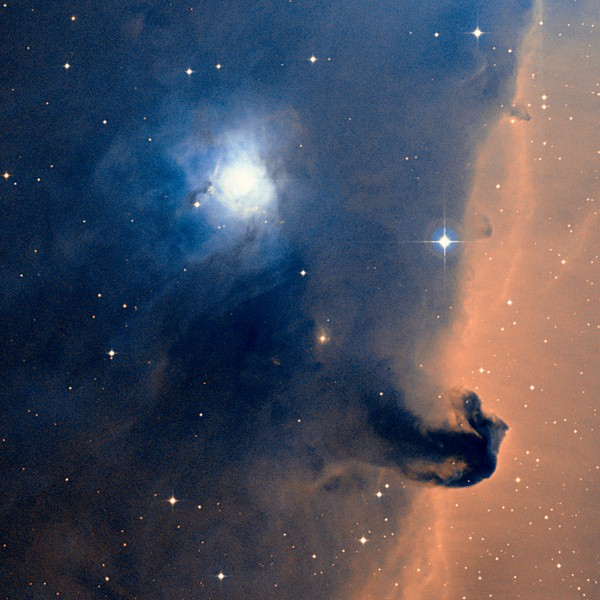
Nebuloasa Cap de Cal văzută cu un filtru diferit

## Vezi și
- Lista stelelor din Orion